# Ensemble des rues Mladena Stojanovića et Kralja Petra
L'ensemble des rues Mladena Stojanovića et Kralja Petra est situé en Bosnie-Herzégovine, sur le territoire de la Ville de Banja Luka. Cet ensemble urbanistique, qui remonte à 1882, est inscrit sur la liste des monuments nationaux de Bosnie-Herzégovine.
Bordé de résidences et très boisé, cet ensemble était autrefois connu sous le nom de Carski drum, la « route impériale ».